# جورج فووت مور
جورج فووت مور (بالإنجليزية: George Foot Moore)‏ هو مؤرخ أمريكي، ولد في 15 أكتوبر 1851 في وست تشستر ‏ في الولايات المتحدة، وتوفي في 16 مايو 1931 في كامبريدج في الولايات المتحدة.

## وصلات خارجية
- جورج فووت مور على موقع الموسوعة البريطانية (الإنجليزية)